# Пасхалис Цянгас
Пасхалис Цянгас, известен като капитан Андруцос (на гръцки: Πασχάλης Τσιάγκας, Kαπετάν Ανδρούτσος), e гъркомански капитан на гръцка андартска чета в Македония, свещеник на Вселенската патриаршия.

## Биография
Цянгас е роден в 1873 година в българското гъркоманско село Сякавец. Баща му Ангел е андартски четник. Пасхалис става свещеник и ревностно застава на патриаршеска страна. На 15 септември 1905 година българи правят опит да го убият, но Цянгас се спасява в Орляк, където уведомява турската полиция и тя разпръсква българската чета и открива тайна кореспонденция на българския комитет, в която са осъдени на смърт гръцкият консул, митрополитът и много гръцки първенци в Сяр. Таската Серски пише „брадва за доктор Янис, молив за гръцкия консул и нож за гръцкия владика“.
Семейството на Цянгас се изселва в Сяр, където Пасхалис става свещеник в църквата „Свети Пантелеймон“. Не можейки да го убият, българите открадват добитъка му и унищожават реколтата му. На 4 октомври 1906 година при нападение над къщата му са убити майка му и баща му, а къщата му е подпалена. Братята му и Пасхалис, получил тежки изгаряния, успяват да се спасят през покрива, но съпругата му изгаря. След това Цянгас подава оставка като свещеник и под псевдонима капитан Андруцос оглавява собствена чета, която действа в района на Нигрита и Долна Джумая.
На 23 февруари 1907 година отсяда в Нигослав в дома на свещеника Митридзикис. Предаден е на властите и сутринта на 24 февруари селото е обкръжено от османски части и башибозук. Цянгас се опитва от къща на къща да стигне до реката, но не успява и загива в сражението заедно с Христос Куцукис, Кицос Стафаниотис и Георгиос Цулас. Турците дават 14 убити. Трупът му е разчленен. Името му носи улица в Сяр.